# Внутренняя согласованность шкалы
Понятие внутренней согласованности шкалы теста связано с проблемой надёжности результатов измерения. Сложность состоит в том, чтобы определить, насколько ответы на предложенные в тесте вопросы дадут соответствующую и полную информацию об измеряемом качестве. Только в случае составления теста таким образом, чтобы все вопросы в нём были подобны, однородны друг другу по психологическому содержанию, то есть «спрашивали» бы о проявлениях одного и того же качества, черты, характеристики человека, можно суммировать получаемые результаты.
Существует две противоположные точки зрения на проблему валидности получаемых по тесту данных. С одной стороны, для того, чтобы быть уверенным, что тест измеряет то, для измерения чего он создаётся, включённые в него вопросы должны иметь высокую внутреннюю согласованность, то есть быть направленными на определение одного и того же качества, характеристики. Для проверки внутренней согласованности используется коэффициент Кронбаха, который оценивает корреляцию этого теста с тестом такой же длины из генеральной совокупности.
Но с другой стороны, из того, что все вопросы коррелируют друг с другом достаточно высоко, следует, что тест измеряет очень узкий параметр, который является всего лишь частью измеряемого качества. На данной точке зрения настаивает Кеттел. Он считает, что вопросы в тесте должны иметь слабую корреляцию между собой, но высокую — с общим результатом. Но это трудно достижимо, так как если пункты шкалы связаны с общим критерием, то скорее всего, они будут давать значимые корреляции между собой.
Внутренняя согласованность определяет надёжность психологического теста